# Geai du Yucatan
Cyanocorax yucatanicus
Espèce
Statut de conservation UICN

 LC  : Préoccupation mineure
Le Geai du Yucatan (Cyanocorax yucatanicus) est une espèce de passereau de la famille des Corvidae.

## Description

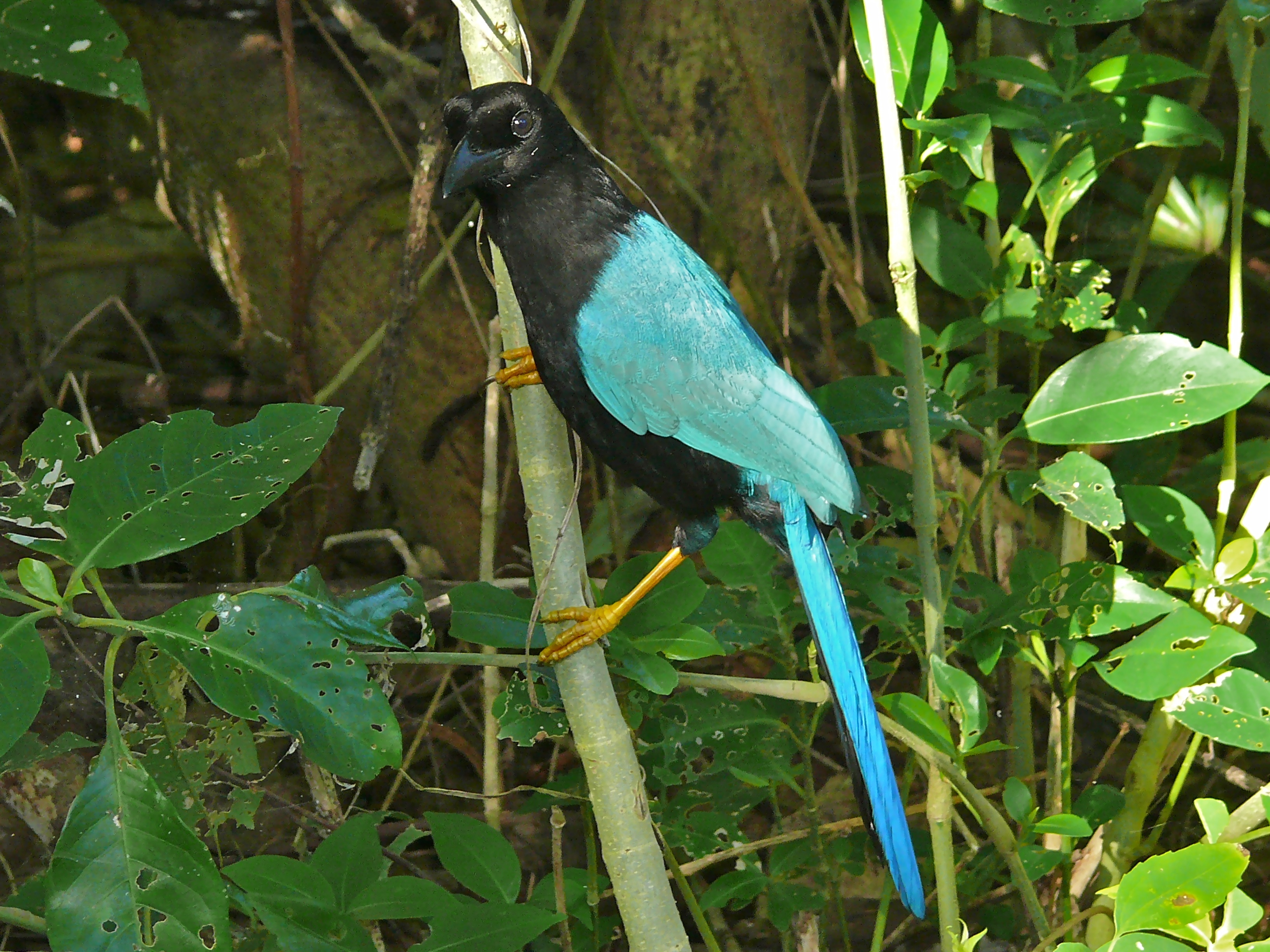
Cyanocorax yucatanicus (adulte)

Cet oiseau mesure 31 à 33 cm de long. 
L'adulte est noir avec le dos, les ailes et le dessus de la queue d'un beau bleu. Le dessous des rectrices est noir et les tectrices sous-caudales sont bleu noirâtre. Le bec est noir et les pattes roussâtres.
Chez les jeunes, les parties qui sont noires chez l'adulte sont blanches. Le dos, les ailes et le dessus de la queue sont bleu légèrement verdâtre. Le dessous des rectrices est noir mais les rectrices latérales sont terminées de blanc. Les plumes des jambes sont noires, les pattes roussâtres et le bec est blanchâtre.

## Sous-espèces

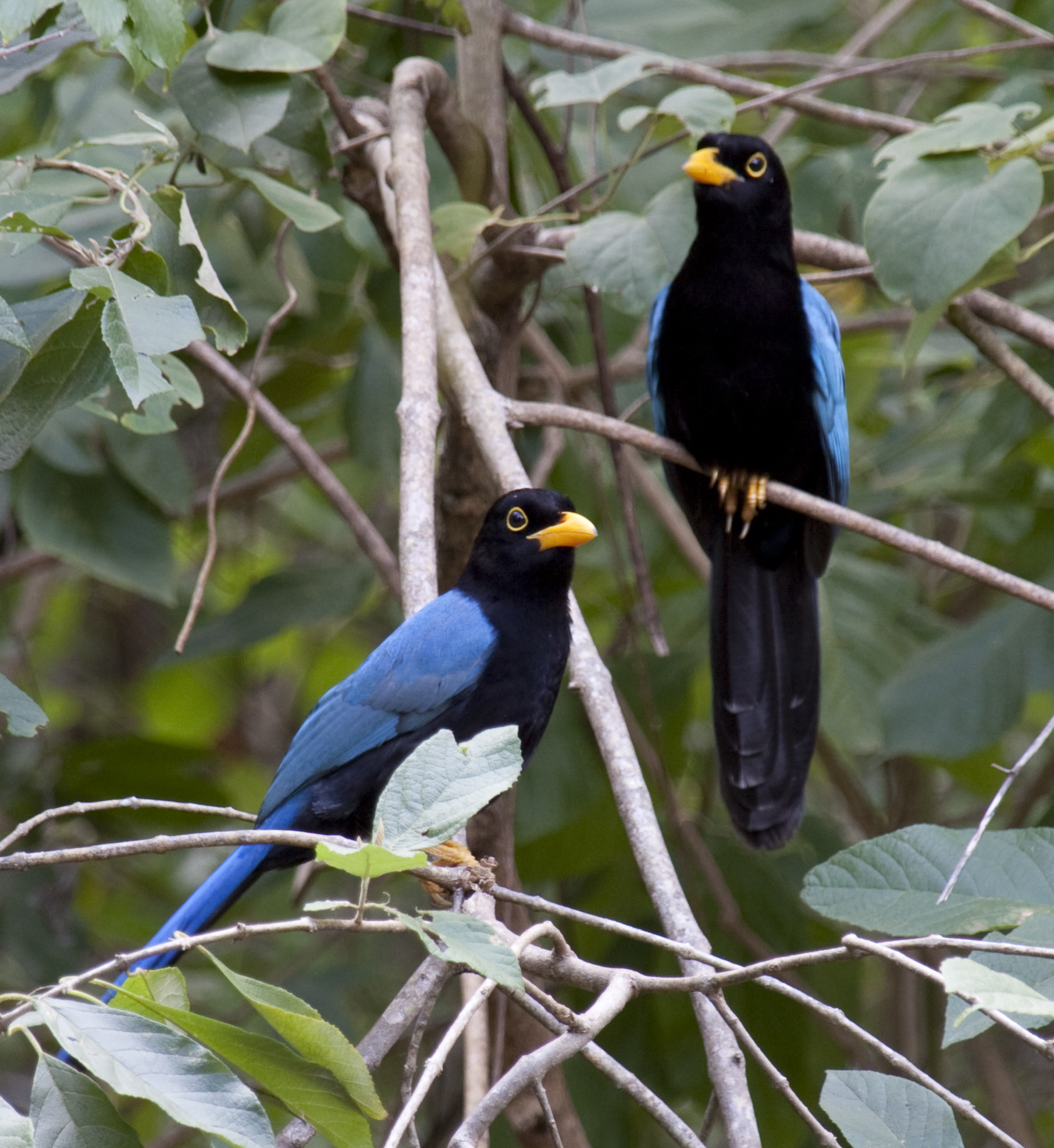
immatures

Cet oiseau est représenté par deux sous-espèces :
- Cyanocorax yucatanicus yucatanicus ;
- Cyanocorax yucatanicus rivularis un peu plus grande et un peu plus claire avec le dessus plus bleu argenté.

## Synonymes
- Cyanocitta yucatanica Dubois, 1875 (protonyme)[1]

## Publication originale
- A. Dubois, 1875. Description de quelques oiseaux nouveaux. Bulletins de l'Académie royale des sciences, des lettres et des beaux-arts de Belgique, 2(40): 797-801. (Cyanocitta yucatanica p. 797)